# Dmitri Alexandrowitsch Kudrjaschow (Boxer)
Dmitri Alexandrowitsch Kudrjaschow (russisch Дмитрий Александрович Кудряшов; * 26. Oktober 1985 in Wolgodonsk, Oblast Rostow) ist ein russischer Boxer im Cruisergewicht.

## Karriere
In seiner Amateur-Karriere gewann der 1,89 m große Kudrjaschow 138 von 150 Kämpfen. Seit 2011 ist er Profi.
Mit dem Sieg über Isroil Kurbanow wurde Kudrjaschow WBC-Champion der GUS- und der slawischen Staaten (CISBB) im Cruisergewicht. Diesen Titel konnte er mehrmals erfolgreich verteidigen.
Nach 18 Siegen in 18 Kämpfen (davon 18 durch k.o.) verlor Kudrjaschow am 4. November 2015 überraschend gegen den Nigerianer Olanrewaju Durodola.
Am 3. Dezember 2016 besiegte Kudrjaschow den Kolumbianer Santander Silgado durch k.o. in der 1. Runde und gewann damit den vakanten WBC-Silver-cruiserweight-title.
Am 16. Januar 2017 gab der Präsident des Boxweltverbandes World Boxing Council (WBC) Mauricio Sulaimán bekannt, dass Kudrjaschow einen WM-Titelkampf bekommen wird. Am 23. September 2017 verlor Kudrjaschow seinen ersten WM-Kampf (WBA) gegen den Titelverteidiger Yunier Dorticos aus Kuba durch einen k.o. in der zweiten Runde.

## Liste der Boxkämpfe
| Jahr                                                               | Tag           | Ort                                                         | Gegner                                                                                    | Runden | Ergebnis für Kudrjaschow  |
| ------------------------------------------------------------------ | ------------- | ----------------------------------------------------------- | ----------------------------------------------------------------------------------------- | ------ | ------------------------- |
| 2011                                                               | 30. Juli      | Sport Centre, Kuschtschowskaja, Russland                    | Oleksandr Ochrej                                                                          | 3/3    | Sieg / KO                 |
| 2011                                                               | 25. September | Olimp, Krasnodar, Russland                                  | Wjatscheslaw Schtscherbakow                                                               | 1/6    | Sieg / TKO (Aufgabe)      |
| 2011                                                               | 19. November  | Express, Rostow am Don, Russland                            | Konstantyn Ochrej                                                                         | 4/6    | Sieg / TKO                |
| 2012                                                               | 16. März      | Circus, Krasnodar, Russland                                 | Obadiah Mwangi                                                                            | 1/8    | Sieg / TKO                |
| 2012                                                               | 1. Mai        | Eispalast Krylatskoje bei Moskau, Russland                  | Aleksej Warahuschyn                                                                       | 1/6    | Sieg / TKO                |
| 2012                                                               | 13. Oktober   | Galich Hall, Krasnodar, Russland                            | Isroil Kurbanow vacant WBC CIS and Slovenian Boxing Bureau (CISBB) cruiserweight title    | 5/12   | Sieg / TKO                |
| 2013                                                               | 16. Februar   | Trade and Entertainment Centre „Moskva“, Kaspijsk, Russland | Semen Pachomow                                                                            | 1/8    | Sieg / KO                 |
| 2013                                                               | 30. März      | Galich Hall, Krasnodar, Russland                            | Lewan Dschomardaschwili WBC CIS and Slovenian Boxing Bureau (CISBB) cruiserweight title   | 3/12   | Sieg / TKO                |
| 2013                                                               | 25. Mai       | Olymp, Wolgodonsk, Russland                                 | Prince George Akrong vacant Universal Boxing Organization (UBO) World cruiserweight title | 5/12   | Sieg / TKO                |
| 2013                                                               | 28. September | Bentley Centre, Barwicha, Russland                          | Ruslan Semjonow                                                                           | 5/6    | Sieg / KO                 |
| 2013                                                               | 26. Oktober   | Express, Rostow am Don, Russland                            | Shawn Cox vacant Global Boxing Union World cruiserweight title                            | 2/12   | Sieg / KO                 |
| 2013                                                               | 30. November  | Triumph, Ljuberzy, Russland                                 | Zack Mwekassa                                                                             | 1/12   | Sieg / KO                 |
| 2014                                                               | 27. März      | Wonderland, Noworossijsk, Russland                          | Lubos Suda WBC CIS and Slovenian Boxing Bureau (CISBB) cruiserweight title                | 2/12   | Sieg / TKO                |
| 2014                                                               | 23. Mai       | Basket Hall, Krasnodar, Russland                            | Ivica Bacurin WBC CIS and Slovenian Boxing Bureau (CISBB) cruiserweight title             | 7/12   | Sieg / KO                 |
| 2014                                                               | 18. Oktober   | Express, Rostow am Don, Russland                            | Giulian Ilie                                                                              | 2/10   | Sieg / TKO (Aufgabe)      |
| 2014                                                               | 28. November  | Sportpalast Luschniki, Moskau, Russland                     | Juan Carlos Gómez WBA International cruiserweight title                                   | 1/10   | Sieg / KO                 |
| 2015                                                               | 10. April     | Sportpalast Luschniki, Moskau, Russland                     | Francisco Palacios WBA International cruiserweight title                                  | 1/12   | Sieg / KO                 |
| 2015                                                               | 22. Mai       | Sportpalast Luschniki, Moskau, Russland                     | Vikapita Meroro                                                                           | 6/10   | Sieg / KO                 |
| 2015                                                               | 4. November   | Tatneft Arena, Kasan, Russland                              | Olanrewaju Durodola vacant WBC Silver cruiserweight title                                 | 2/12   | Niederlage / KO           |
| 2016                                                               | 21. Mai       | Megasport-Arena, Moskau, Russland                           | Julio Cesar Dos Santos                                                                    | 4/10   | Sieg / TKO                |
| 2016                                                               | 3. Dezember   | Megasport-Arena, Moskau, Russland                           | Santander Silgado vacant WBC Silver cruiserweight title                                   | 1/12   | Sieg / KO                 |
| 2017                                                               | 3. Juni       | Sports Palace, Rostow am Don, Russland                      | Olanrewaju Durodola WBC Silver cruiserweight title                                        | 5/12   | Sieg / TKO                |
| 2017                                                               | 23. September | Alamodome, San Antonio, Texas, USA                          | Yunier Dorticos WBA World Cruiserweight Title                                             | 2/12   | Niederlage / KO           |
| 2018                                                               | 5. September  | Amphitheatre, Grosny, Russland                              | Mauricio Barragan                                                                         | 6/10   | Sieg / TKO                |
| 2018                                                               | 15. September | GCS Kusbass, Kemerowo, Russland                             | Alexandru Jur                                                                             | 1/10   | Sieg / KO                 |
| 2019                                                               | 16. Juni      | KRK Uralez, Jekaterinburg, Russland                         | Ilunga Makabu vacant WBC Silver cruiserweight title                                       | 5/12   | Niederlage / KO           |
| 2019                                                               | 21. Dezember  | Ivan Yarygin Sports Palace, Krasnojarsk, Russland           | Vaclav Pejsar                                                                             | 10/10  | Sieg / nach Punkten       |
| 2021                                                               | 21. Mai       | Nowator-Sportarena, Chimki, Russland                        | Jewgeni Romanow                                                                           | 12/12  | Niederlage / nach Punkten |
| 2021                                                               | 11. September | Jekaterinburg, Russland                                     | Jewgeni Tischtschenko vacant WBC International Cruiser                                    | 10/10  | Niederlage / nach Punkten |
| 2022                                                               | 11. Juni      | Irina Viner Gymnastics Palace, Moskau, Russland             | Wagab Wagabow                                                                             | 1/6    | Sieg / KO                 |
| 2022                                                               | 24. September | ZSKA-Arena, Moskau, Russland                                | Soslan Asbarow                                                                            | 8/8    | Niederlage / nach Punkten |
| Quelle: Dmitri Alexandrowitsch Kudrjaschow in der BoxRec-Datenbank |               |                                                             |                                                                                           |        |                           |

## Privates
Kudrjaschow ist verheiratet und hat eine Tochter. Er ist Ehrenbürger von Wolgodonsk.